# Emanuele Filiberto af Savoyen
 For alternative betydninger, se Emanuele Filiberto af Savoyen (flertydig). (Se også artikler, som begynder med Emanuele Filiberto af Savoyen)
Emanuele Filiberto af Savoyen (italiensk: Emanuele Filiberto di Savoia; født 8. juli 1528 i Chambéry, Savoyen, død 30. august 1580 i Torino, Piemonte) var hertug af Savoyen i 1553 – 1580.
Emanuele Filiberto blev forfader til Sardiniens konger i 1720–1861 og til Italiens konger i 1861–1946.

## Forældre
Emanuele Filiberto var søn af hertug Karl 3. af Savoyen (1486–1553). 
Hans mor var Beatrice af Portugal (1504–1538). Beatrice var datter af Manuel 1. af Portugal og Maria af Aragon, der var datter af Isabella 1. af Kastilien og Ferdinand 2. af Aragonien. 

## Familie
Emanuele Filiberto var gift med Margarete af Valois-Angoulême, hertuginde af Berry (1523–1574). Hun var datter af Frans 1. af Frankrig og Claude af Frankrig. Claude (eller Claudia) var datter af Ludvig 12. af Frankrig.
Emanuele Filiberto og Margarete fik et barn. Det var:
- hertug Karl Emanuel 1. af Savoyen.

1. ↑  Navnet er anført på engelsk og stammer fra Wikidata hvor navnet endnu ikke findes på dansk.